# 枋橋頭
枋橋頭，是臺灣彰化縣社頭鄉的一個傳統地域名稱，位於該鄉西北部。相較於今日行政區，其範圍大致與橋頭村相近。

## 歷史
台灣清治末期至日治初期，枋橋頭地區為一街庄，稱為「枋橋頭庄」，隸屬於武東堡。該庄北與大饒庄為鄰，東與湳雅庄為鄰，南邊為舊社庄、社頭庄，西南邊一小段與張厝庄為界，西邊為湳底庄。
1901年（日治明治三十四年）11月，全台廢縣廳改設二十廳，該庄隸屬於彰化廳。1903年（明治三十六年）6月，該庄編入「關帝廳區」，隸屬於彰化廳。1909年（明治四十二年）10月，合併二十廳為十二廳，關帝廳區改隸屬於臺中廳。1920年（大正九年），該庄改制為「枋橋頭」大字，隸屬於臺中州員林郡社頭庄。
戰後社頭庄改制為社頭鄉，隸屬於臺中縣，大字亦改制為村。1950年10月，中、彰、投分治，社頭鄉改隸屬彰化縣。

## 聚落
本地區發展較早的聚落為枋橋頭，在日治期初期的官方地圖上已有記載。此外，本地區尚有青埔仔、鴨母湳、下枋橋頭等聚落。

## 交通
台鐵縱貫線是台灣西部南北鐵路幹線，大致以北北西—南南東走向經過枋橋頭地區西部邊界外不遠處。北側最近的車站是永靖車站，屬招呼站，僅停靠區間車；南側最近的是社頭車站，屬三等站，停靠少數自強號、莒光號，部分區間快車及全部區間車。由此等車站可前往台鐵沿線各站。
縣道141號（員集路四段、中山路三段）是員林至林內的道路，大致以北北西—南南東走向轉北北東—南南西走向經過本地區西北部凸出部分的東部邊界及本地區主體的西部。由該道路向北北西可前往湳底與大饒交界地帶、大饒與田中央交界地帶、員林市中心、三條圳西北部並止於省道台1線路口，向南南西可前往社頭市區、田中、二水、林內等地。
鄉道彰77線（新雅路、松雅路）是員林至社頭的道路，大致以東北—西南走向到達本地區東北角附近的鄉道彰84線路口，轉東與其共線約20公尺後轉南，沿本地區東部邊界而行至出境。由該道路向東北經湳雅與大饒交界地帶轉西北再轉北可前往大饒與萬年交界地帶、員林市中心東南部並止於縣道148號路口，向南可前往舊社並止於鄉道彰154線路口。
鄉道彰80-1線（新興巷）是太平至新厝的道路，其東側端點位於本地區西北部凸出部分最北端的舊縣道141號（員集路三段）路口。由此向西經湳底北部轉西北經鐵路平交道（小汽車無法通行）可前往一小段湳底與陳厝厝交界地帶、陳厝厝與崙子交界地帶、崙子與五汴頭交界地帶並止於鄉道彰80線路口。
鄉道彰84線（新雅路）是新厝仔至中湳雅的道路，其西側端點位於本地區西北部凸出部分頸部東側的縣道141號路口。由此向東微北大致沿邊界而行，經鄉道彰77線路口並出境，可前往中湳雅並止於縣道137號路口。
鄉道彰144線（永興路）是海豐崙至社頭的道路，其東側端點位於本地區西部邊界的舊縣道141號（員集路三段）路口。由此向西北可前往湳底中北部、陳厝厝、陳厝厝與五汴頭交界地帶、五汴頭、永靖、獨鰲、獨鰲與福興一小段交界地帶、福興與海豐崙交界地帶並止於鄉道彰143號路口。

## 學校
- 橋頭國小